# Бірюк Олег Миколайович
Оле́г Микола́йович Бірю́к (1976—2014) — старший льотчик-інструктор 7-го окремого полку армійської авіації Збройних сил України, підполковник (посмертно), учасник російсько-української війни.

## Життєпис
Народився 1976 року в місті Охтирка (Сумська область); закінчив охтирську ЗОШ № 2. На першу заробітну плату придбав модель гелікоптера; закінчив льотне училище, академію Міністерства оборони. Мав обіймати посаду командира ескадрильї вертолітної ланки, але на той час вільної вакансії не було. Він погодився стати старшим льотчиком-інструктором із безпеки польотів. Була можливість після академії залишитися у штабі, він хотів літати.
Служив у різних військових частинах України, з 2010 року — в Новому Калинові. Старший льотчик-інструктор, 7-й окремий полк армійської авіації. Брав участь у миротворчій місії в Ліберії 2008 та 2010 року, отримав численні нагороди.
З початку березня 2014 року направлений у зону проведення бойових дій на сході України.
Загинув 20 серпня 2014 року разом з капітаном Антоном Родіоновим — перебували у збитому терористами гелікоптері Мі-24 — поблизу смт Георгіївки Лутугинського району. Тоді ж полягли старший сержант Штинда Микола Миронович та солдат Білоус Сергій Степанович.
Похований в Охтирці; Успенське кладовище.
Вдома лишилися родина та брат.

## Нагороди та вшанування
- 27 листопада 2014 року — за особисту мужність і героїзм, виявлені у захисті державного суверенітету та територіальної цілісності України, вірність військовій присязі під час російсько-української війни, відзначений — нагороджений орденом Богдана Хмельницького ІІІ ступеня (посмертно).
- Пам'ятний нагрудний знак «Воїн-миротворець» (МОУ)
- Вшановується 20 серпня на щоденному ранковому церемоніалі вшанування українських захисників, які загинули цього дня в різні роки внаслідок російської збройної агресії[1]
- Його портрет розміщений на меморіалі «Стіна пам'яті полеглих за Україну» в Києві: секція 3, ряд 4, місце 1
- Почесний громадянин Охтирки (посмертно)
- Встановлена меморіальна дошка його честі в охтирській загальноосвітній школі № 2.[2]